# جامعة العلوم والفنون في أوكلاهوما
جامعة العلوم والفنون في أوكلاهوما (بالإنجليزية: University of Science and Arts of Oklahoma)‏ (اختصارًا : USAO) هي جامعة عامة للفنون الحرة مقرها مدينة شيكاشا بولاية أوكلاهوما، وهي الجامعة العامة الوحيدة في أوكلاهوما التي تركز على الفنون الحرة في مناهجها، وهي عضو في «مجلس كليات الفنون الليبرالية العامة»،  وهي مؤسسة جامعية فقط وتمنح درجات البكالوريوس في مجالات متنوعة. تأسست في 1908 كمدرسة للنساء، وعُرفت باسم كلية أوكلاهوما للنساء  من عام 1912 إلى عام 1965، وأصبحت مُختلطة في عام 1965، ويدرس فيها اليوم حوالي 800 طالب، في عام 2001 أعتبرت السلطات المعنية «حرم كلية أوكلاهوما للنساء» منطقة تاريخية وطنية.

## التنظيم والإدارة

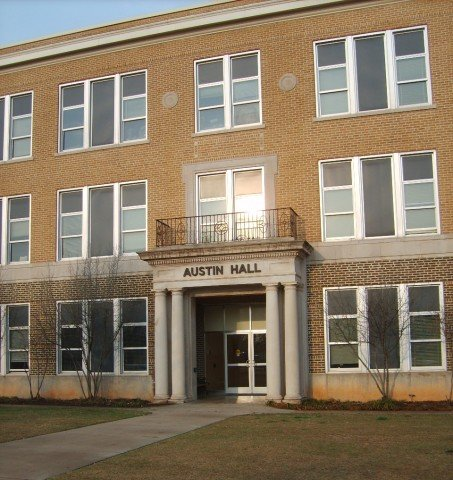
أوستن هول

يحكم الجامعة «مَجلِس أمناء جامعة العلوم وَالفُنُون في أوكلاهوما» وَهُو مَجلِس إِدَارَة قَانُونِي في نِظَام التَّعليم العالي بولاية أوكلاهوما،  ويتّبع الهيئة التشريعية لولاية أوكلاهوما مُنذ إنشائه في 1919،  يخدم أعضاء مَجلِس الإِدَارَة فترات متداخلة مدتها سبع سنوات،  ويُعين أعضاء مَجلِس الإِدَارَة من قَبل حاكم أوكلاهوما بمشورة وموافقة مَجلِس الشيوخ في أوكلاهوما.

## أكاديميًا
تتمثل مهمة جامعة العلوم وَالفُنُون في أوكلاهوما في تَزوِيد الجمهور بتعليم متميز في الفنون والعلوم الليبراليَّة،  ويُركَّزَ برنامجها الأكاديمي على منهج أساسي للدِرَاسَات مُتَعَدّدَة التخصّصات مدته 46 ساعة، وَهُو عِبَارَة عَن مَجمُوعَة مُحدَّدة من الدورات تَشمَل التَّاريخ والعلوم وَالفُنُون والرياضيَّات والأدب والفلسفة والاقتِصَاد والفن والمسرح. وَيَتِمّ تدريس العديد من هَذِه الفصول بشكل جماعي من قَبل اثنين أو أَكثَر من المدربين لتشجيع التعلم متعدد التخصّصات،  وتُقسم دورات المناهج الأساسيّة على أربع سنوات للطالب،  وأثناء المنهج الأَسَاسِي يتابع الطلاب التخصّصات التقليديّة في مَجمُوعَة متنوعة من المجَالات الدراسيّة،  وتقدَّم الجَامِعَة 22 تخصصًا والعديد من بَرامِج مَا قَبل الاحتراف،  وتُقسم برامجها إلى أربعة أقسام وهي الآداب والعلوم الإنسانيَّة، والعلوم الاجتماعيَّة والأَعمَال، والعلوم والتَّربِيَة البدنيَّة والتَّعليم، وعلم أمراض النطق واللغة.
تعمل الجَامِعَة وفقًا لجدول الفصل الدراسي، ممَّا يُتِيح للطالب المتفرغ إكمال دَرَجَة علمية في ثلاث سنوات أو أقل. وتقدَّم فَترَة «دراسة مستقلة» إِضافِيَة مدتها خمسة أسابيع في أواخر أبريل ومايو للرحلات التعليميّة المحَلِية والدوليَّة، وَالمَشَارِيع الإبداعية، ودورات الموضوعات الخاصّة.

### الرسوم الدراسية والمساعدات المالية
كَانَت الرسوم الدراسيّة في العَام الدراسي 2014-2015 للطلاب من داخل الولاية 170 دُولَار للساعة المُعتَمَدة،  ويُفرض على الطلاب المتفرغين المُسجلين في 12-18 ساعة معتمدة سعرًا ثابتًا يُعادل 15 ساعة معتمدة من الرسوم الدراسيّة، وتبلغ 3,135 دُولَار أمريكيّ لكل فصل دراسي،  وتهدف الخُطَّة الدراسيّة ذَات المعدل الثابت لتشجيع الطلاب على إكمال شهاداتهم في أربع سنوات،  ويُمكن للطلاب اِختِيَار سعر مؤمن يبلغ 195 دُولَار للساعة المُعتَمَدة، ويضمن أن يظل كما هُو خِلال السنوات الأَربَع القادمة من حضور الكليَّة،  وبِالنسبة للطلاب من خارج الولاية، يتم احتساب الرسوم الدراسيّة بناءً على مُعَدّل الرسوم الدراسيّة الحاليّ داخل الولاية بِالإضافة إلى إضافة 298 دُولَار أمريكيّ للساعة المُعتَمَدة،  وَفِي العَام الدراسي 2013-2014 تلقى 85% من طلاب جامعة العلوم وَالفُنُون في أوكلاهوما شكلاً من أَشكَال المُساعدة الماليَّة،  بينما حصل 79% من المستجدين في 2014 على مَنح دراسية.

### التصنيفات الأكاديمية
احتَّلت جامعة العلوم وَالفُنُون في أوكلاهوما المرتبة 65 في قَائِمَة Kiplinger لأفضل القِيَم في الكليّات العامَّة في عام 2015،  ومنحها مَجلِس الأمناء والخريجين الأمريكيّ «تصنيف A» كجزء من مُبَادَرَة «ماذا سيتعلمون؟» الَّتِي تقيّم الكليّات على مقياس AF بناءً على شمولية مناهجها الأساسيّة،  وتُعد الوحيدة في أوكلاهوما الَّتِي حصلت على تصنيف A، وواحدة من 23 مدرسة فقط على مُستَوى الوَلاَيات المتَّحدة.

### الاعتماد الأكاديمي
اعتمدت الرابطة الشمالية المركزية للكليات والمدارس جامعة العلوم وَالفُنُون في أوكلاهوما في عام 1920،  ووافق المَجلِس الوطنيّ لاعتماد تعليم المُعلِمين ووزارة التَّعليم بولاية أوكلاهوما على برامجها التعليميّة،  وأعتمد «مَجلِس تعليم الصم» برنامجها لتعليم الصم،  ويُعد قسم المُوسيقى معتمدًا من الرابِطَة الوطنيَّة لمدارس المُوسيقى.

### العضوية المهنية
الجَامِعَة عضو في العديد من مؤسسات الكليّات والجامعات، وهي المَجلِس الأمريكيّ للتعليم، وَالرَّابِطَة الأمريكيَّة للكليات والجامعات الحكوميَّة، وَرَابِطَة الكليّات والجامعات الأمريكيَّة، وَالرَّابِطَة الأمريكيَّة لكليات تعليم المُعلِمين، وَالرَّابِطَة الأمريكيَّة للمجالس الإداريَّة، وَمَجلِس كليات الفنون الليبراليَّة العامَّة.

## الحياة الطلابية

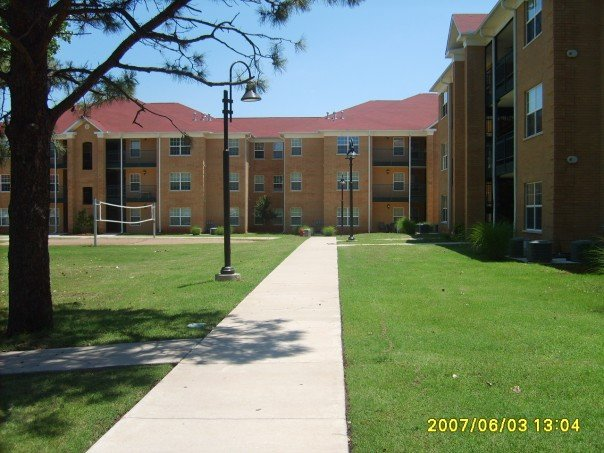
شقق "لاوسن كورت" في جامعة العلوم والفنون في أوكلاهوما، والتي تعد واحدة من خيارات السكن داخل الحرم الجامعي

يعيش غالبية الطلاب في الحرم الجامعي في أحد خيارات الإسكان الثلاثة التَّابِعَة لجامعة العلوم وَالفُنُون في أوكلاهوما، وهي «مساكن سباركس هول»، أو «شقق لوسون كورت»، أو «روبرتسون هول التاريخيَّة».
ويُشارك الطلاب في نَحو ثلاثين منظَّمة، مِنهَا سياسيَّة ودينية وأكاديميّة،  وتخدمهم صحيفة «الاِتِجَاه» التَّابِعَة للجامعة، وتتواجد العديد من مجموعات الشرف الأكاديميّة في الحرم الجامعي،  والعديد من الفرق الموسيقيَّة مِثل فرقة الحفلات الموسيقيَّة، وفرقة الجاز، ومجموعات الآلات الأصغر، وجوقة الحفلة الموسيقيَّة، وجوقة الجاز، وهي مفتوحة للتخصصات وَغير التخصّصات. ويُوجد بالجَامِعَة أخوية واحدة، ونادي نسائي وَاحِد.
تقيم الجَامِعَة حدث «سبرينج تراياد» بشكل سنويٌّ في أول يوم خميس من شهر أبريل،  ويشمل «مهرجان مونمارتر تشالك للفنون»، و«مهرجان دروفرستوك الموسيقيّ»، وسكولاستيك ميت. ويُقام «مهرجان مونمارتر تشالك للفنون» الَّذِي سمي على اسم مِنطَقَة حي مونمارتر للفنون في باريس، حول جامعة العلوم وَالفُنُون في أوكلاهوما، ويُشارك فِيه أَكثَر من 700 فنان،  ويستمرُّ مهرجان «دروفرستوك» ليوم كامل للموسيقى الحية المُقدمة من الفرق الموسيقيَّة من جَمِيع الأنماط والأنواع،  ويُعقد «لقاء سكولاستيك» وَهُو مُسَابَقَة أكاديميَّةً لطلاب المدارس الثانويّة، حيثُ يتنافس فِيه نَحو ألف طالب، في مَجمُوعَة واسعة من التخصّصات الأكاديميّة تَشمَل اللغات والأدب والرياضيَّات والعلوم والعلوم الاجتماعيَّة وَالفُنُون والمسرح والمُوسيقى.

## خريجون بارزون
- ماري طومسون راوئية وممثلة تشيكاساو.
- غلاديس أندرسون إيمرسون، عالمة كيمياء حيوية، فازت بميدالية غارفان أولين لعام 1952 للسيدات في الكيمياء.[47]
- جيري كوب، طيار وعضو في ميركوري 13.[48]
- أنجيلين كولينز، فازت في مُسَابَقَة والتر دبليو نومبورغ في 1950، وتخرجت من كلية أوكلاهوما للنساء في عام 1943.[49]
- روبرت إي. إنجلاند، عالم سياسي.
- أويسين فاغان ملاكم أيرلندي محترف، التحق بالوَلاَيات المتَّحدة في منحة دراسية لكرة القدم وحصل على شهادة في الصحافة والتَّربِيَة البدنيَّة.[50]
- بيتي بات جاتليف، رائدة في مَجَال الطب الشرعي وإعادة بِنَاء الوجه، تخرجت في 1951.[51]
- إينولا هنري، رئيسة لَجنَة القرارات للحزب الديمقراطيّ في كاليفورنيا، وعضو اللجنة الوطنية الديمقراطية، تخرجت في عام 1965.[52]
- لانس هينسون، شاعر شايان، تخرج في عام 1972.[53]
- جين بورتر هيستر، أستاذ الطب، ورئيس العلاج الداعم، ورئيس قسم في مَركَز إم دي أندرسون للسرطان بجامعة تكساس]]، تخرج في عام 1951.[54][55]
- كيلي دي جونستون، سياسي شغل مَنصِب السكرتير الثامن وَالعَشرَين لِمَجلِس الشيوخ الأمريكيّ، تخرج في 1976.[56]
- كارما لي، أمينة مكتبة ولاية كاليفورنيا من 1951 إلى 1972.[57]
- ماري ستون ماكليندون، معلمة تشيكاساو وراوية قصص وموسيقي وفنانة وإنسانية.[58]
- ماري بانباكر، رئيسة علم أمراض النطق واللغة في جامعة ولاية لويزيانا مدرسة الطب في شريفبورت وزميلة الجمعيَّة الأمريكيَّة للسمع والتخاطب واللغة، تخرجت في عام 1963.[59][60]
- لوتسي باترسون، مؤسس جمعية المكتبات الهنديَّة الأمريكيَّة، تخرج في عام 1959.
- لي شو، عازف بيانو وملحن جاز أمريكي، تخرج في عام 1949.[61]
- نورما سمولوود، ملكة جمال أَمرِيكا في 1926، وأول أمريكيّ أصلي يفوز باللقب.[62][63]
- جيمس فيرنون سميث، عضو مجلس النواب الأمريكي، ومدير إِدَارَة منازل المُزارعين.[64][65]
- هازل فولكارت، ملحن.
- بيل والاس، مؤلف كتب أطفال، تخرج في 1971.[66]

## أبرز أعضاء هيئة التدريس
- نيلي إلين شيبرد، رسامة، ترأست قسم الفن.[67][68]
- آنا لويس، مؤرخة ترأست قسم التاريخ.

## وصلات خارجية
- الموقع الرسمي